# Gislev Sogn
Gislev Sogn ist eine Kirchspielsgemeinde (dän.: Sogn)
auf der Insel Fyn (dt.: Fünen) im südlichen Dänemark.
Bis 1970 gehörte sie zur Harde Gudme Herred im damaligen Svendborg Amt, danach zur Ryslinge Kommune im
Fyns Amt, die im Zuge der  Kommunalreform zum 1. Januar 2007 in der
Faaborg-Midtfyn Kommune in der Region Syddanmark aufgegangen ist.
Im Kirchspiel leben 2077 Einwohner, davon 1253 im Kirchdorf (Stand: 1. Januar 2023).

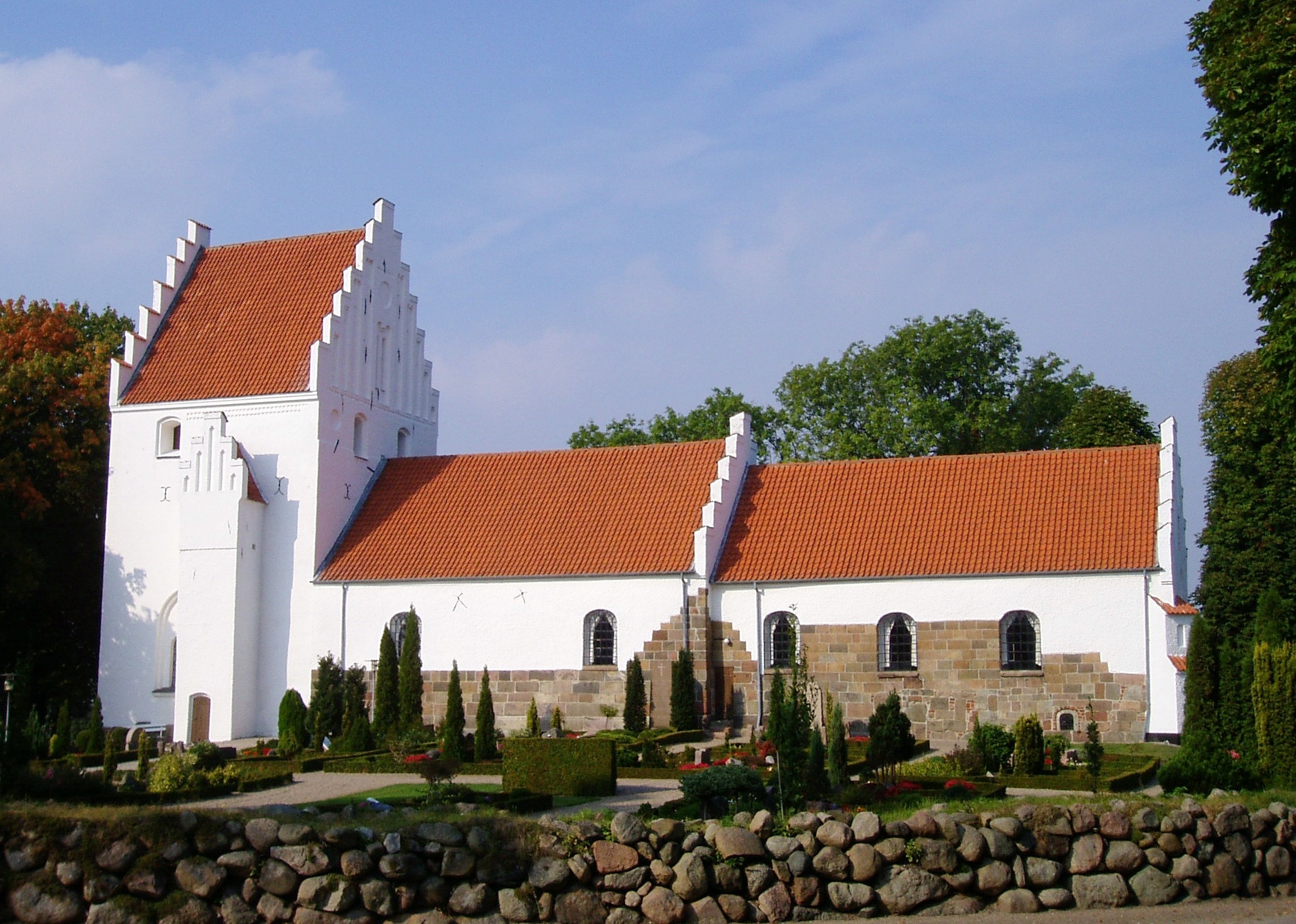
Gislev Kirke

Im Kirchspiel liegt die Kirche „Gislev Kirke“.
Nachbargemeinden sind  im Südwesten Kværndrup Sogn und im Nordwesten Ryslinge Sogn, ferner in der nordöstlich benachbarten Nyborg Kommune im Norden Ellested Sogn, im Nordosten Ørbæk Sogn und im Osten Svindinge Sogn sowie in der südöstlich gelegenen Svendborg Kommune Gudbjerg Sogn.

## Persönlichkeiten
- Eigil Sørensen (* 1948), Radrennfahrer